# Talasjärvi (sjö i Ylöjärvi, Birkaland)
Talasjärvi är en sjö i kommunen Ylöjärvi i landskapet Birkaland i Finland. Arean är 43 hektar och strandlinjen är 5,36 kilometer lång. Sjön  ingår i Kumo älvs huvudavrinningsområde.   Den ligger omkring 72 kilometer norr om Tammerfors och omkring 230 kilometer norr om Helsingfors. 